# Thamnobryum liesneri
Thamnobryum liesneri là một loài rêu trong họ Neckeraceae. Loài này được B.H. Allen & S.P. Churchill mô tả khoa học đầu tiên năm 2002.